# One of Us (singolo Joan Osborne)
One of Us è un singolo della cantautrice statunitense Joan Osborne, pubblicato il 21 febbraio 1995 come primo estratto dal primo album in studio Relish.
Il brano è stato scritto da Eric Bazilian dei The Hooters.

## Descrizione
La canzone affronta argomenti che trattano vari aspetti del credere in Dio per mezzo di domande che invitano l'ascoltatore a considerare come egli si rapporta con Dio; frasi come "Pronunceresti [il nome di Dio] davanti a Lui?", "Vorresti vedere se vedere significasse credere in cose quali il Paradiso, Gesù e i santi?" oppure "Vorresti vedere [il volto di Dio] se vedere significasse che ci devi credere?". Il titolo della canzone (One of Us: uno di noi) proviene dal ritornello "E se Dio fosse uno di noi?". All'inizio del brano, nella versione dell'album, Joan canta a cappella l'introduzione di The Airplane Ride di Nell Hampton.
Uscita nel febbraio 1995 come singolo di punta dell'album Relish (prodotto da Rick Chertoff) e poi ripubblicato nel dicembre dello stesso anno, il brano entrò nella top 40 nel novembre dello stesso anno. Con questa canzone, Joan Osborne ricevette diverse candidature Grammy Awards 1995.
Nel gennaio 1996, One of Us arrivò alla top 10. Finalmente, nel marzo 1996, One of Us scalò fino ad arrivare alla No. 1 nella ARC Weekly Top 40 di Rock On The Net's e vi rimase per due settimane. La sua posizione nella Billboard Hot 100 è la No. 4.
Il brano è stato usato come sigla di apertura per la serie TV Joan of Arcadia, in una versione registrata appositamente dalla stessa Osborne. Fa parte anche della colonna sonora del film Una settimana da Dio (2003).

## Video musicale
Il videoclip, diretto da Mark Seliger e Fred Woodward, è stato girato principalmente a Coney Island, New York. In esso appare il volto di Joan in primo piano che canta, alternata ad immagini di varie attrazioni e in stile vintage color seppia.

## Tracce
Vinile 7" UK
1. One of Us (Edit) – 4:16 (E. Bazilian)
2. One of Us (Album Version) – 5:21 (E. Bazilian)

CD singolo USA
1. One of Us (Album Version) – 5:21 (E. Bazilian)
2. Dracula Moon – 6:21 (J.Osborne, E. Bazilian, R. Hyman, R.Chertoff)

CD Maxi EU
1. One of Us (Edit) – 4:16 (E. Bazilian)
2. Dracula Moon – 6:21 (J.Osborne, E. Bazilian, R. Hyman, R.Chertoff)
3. One of Us (Album version) – 5:21 (E. Bazilian)
4. Crazy Baby (Live) – 8:06 (J.Osborne)

## Formazione
Musicisti
- Joan Osborne – voce
- Eric Bazilian – chitarra, piano elettrico, cori
- Mark Egan – basso
- Rob Hyman – batteria, mellotron, cori

Tecnici
- Rick Chertoff – produzione
- Chris Mickle – produzione
- William Wittman – ingegneria, missaggio
- James Tuttle – ingegneria

## Classifiche
| Classifica (1996)         | Posizione massima |
| ------------------------- | ----------------- |
| Australia                 | 1                 |
| Austria                   | 13                |
| Belgio (Fiandre)          | 1                 |
| Belgio (Vallonia)         | 4                 |
| Finlandia                 | 19                |
| Francia                   | 10                |
| Germania                  | 18                |
| Irlanda                   | 8                 |
| Norvegia                  | 2                 |
| Nuova Zelanda             | 11                |
| Paesi Bassi               | 14                |
| Svezia                    | 1                 |
| Regno Unito               | 6                 |
| Stati Uniti               | 4                 |
| Stati Uniti (alternative) | 7                 |
| Stati Uniti (radio)       | 5                 |
| Stati Uniti (pop)         | 2                 |
| Stati Uniti (adult pop)   | 20                |

## Cover
Nel 1996 Eugenio Finardi incise Uno di noi (presente all'interno dell'album Occhi), versione italiana del successo di Joan Osborne.